# Sterkobilinogen
Sterkobilinogen je kemijski spoj koji nastaje u probavnom sustavu iz urobilinogena, koji je djelovanjem bakterija u probavnom sustavu nastao od bilirubina izlučenog putem žuči. 
Sterkobilinogen u probavnom sustavu oksidira u sterkobilin, pigment smeđe boje koji stolici daje boju. 